# Polyacanthorhynchus kenyensis
Polyacanthorhynchus kenyensis är en hakmaskart som beskrevs av Schmidt och Canaris 1967. Polyacanthorhynchus kenyensis ingår i släktet Polyacanthorhynchus och familjen Polyacanthorhynchidae. Inga underarter finns listade i Catalogue of Life.